# Matthew Jocelyn
Matthew Jocelyn (né en 1958) est le directeur artistique et directeur général du Canadian stage, la plus importante compagnie théâtrale à but non lucratif de Toronto au Canada. 
Avant sa nomination à la tête de la compagnie canadienne, Jocelyn est directeur artistique et général de l'Atelier du Rhin, en Alsace pendant dix ans. Sous sa direction, l'organisation est devenue un important centre pour les arts multidisciplinaires en France. Il a été nommé chevalier des Arts et des Lettres par le ministre de la culture en juillet 2008.

## Carrière
Jocelyn travaille comme directeur de théâtre et d'opéra, administrateur des arts, producteur et avocat, librettiste d'opéra et traducteur.
Né au Canada, il effectue ses études supérieures à l'Université Mount Allison, à l'Université d'Aix-Marseille, l'Université McGill et l'Université d'Oxford. Il s'installe en France en 1982, où il occupe un poste de lecteur d'anglais à l'École normale supérieure, rue d'Ulm. Après avoir passé des périodes de temps au Teatr Laboratorium Jerzy Grotowski à Wrocław en Pologne et Tanaka Min's Body Weather Laboratory de Hachiōji au Japon, il crée et interprète la danse-théâtre en France, en Allemagne et en Espagne. En 1983, il cofonde le Théâtre de l'Autre Rive à Paris, et en 1992, le Théâtre Des-Hérités. En 1995, il rejoint le Centre de formation lyrique de l'Opéra national de Paris, chargé de la mise en scène, où il met en place un programme de mis en scène partielle des opéras dans l'amphithéâtre de l'Opéra Bastille, et lors de nombreuses tournées en France. En 1998, il est nommé directeur général et artistique de l'Atelier du Rhin, centre dramatique (aujourd'hui renommé Comédie de l'Est) à Colmar, où il assure également la création des Jeunes voix du Rhin, l'opéra studio de l'Opéra national du Rhin. Sara Angel dans le MacLean's Magazine appelle Jocelyn « l'une des forces créatives les plus brillantes de ce pays — et l'une des plus controversées ».

### Productions

#### Théâtre
- Isaac, the Laughter of the Aged : collective creation, Toronto, Canada
- The Atheist’s Tragedy de Cyril Tourneur : Printemps des comédiens, Montpellier
- On l’appelle Cendrillon de Jean Cuenot : Théâtre de l’Écrou, Fribourg, Suisse
- Les Trois sœurs d'Anton Tchékhov : tournée nationale, France
- Dancing at Lughnassa de Brian Friel : Théâtre de l’Écrou, Fribourg, Suisse et tournée
- The Love of the Nightingale by Timberlake Wertenbaker : Atelier du Rhin, Colmar
- l’Annonce faite à Marie de Paul Claudel : Atelier du Rhin, Colmar et tournée nationale (Prix du souffleur, meilleure production à Paris 2002)
- fils nat. de Graham Smith : Atelier du Rhin, Colmar
- Our Country’s Good de Timberlake Wertenbaker : Atelier du Rhin, Colmar
- Le Menteur de Pierre Corneille : Stratford Festival, Canada
- The Architect de David Greig : Atelier du Rhin, Colmar
- Il ne reste que 50 minutes avant la fin du spectacle, basé sur les écrits de Steven Pinker : Atelier du Rhin, Colmar
- Macbeth de William Shakespeare : Atelier du Rhin, Colmar et tournée nationale
- Fernando Krapp Wrote me this Letter de Tankre Dorst : Canadian Stage, Toronto
- The Game of Love and Chance de Marivaux : Canadian Stage, Toronto
- This de Melissa James Gibson : Canadian Stage, Toronto
- Harper Regan de Simon Stephens : Canadian Stage, Toronto

#### Opéra
- La Voix humaine de Francis Poulenc : Centre de formation lyrique de l'Opéra Bastille
- Carmen de Georges Bizet : Centre de formation lyrique de l'Opéra Bastille
- Larmes de Couteau et Alexandre bis de Bohuslav Martinů : Opéra national du Rhin, le Théâtre de l'Athénée, Paris
- La Cecchina par Niccolò Piccinni : Opéra national du Rhin
- La Clemenza di Tito de Gluck : Opéra national du Rhin
- Le Roi Arthus d'Ernest Chausson : Opéra royal de la Monnaie, Bruxelles
- Reigen de Philippe Boesmans : Opéra national du Rhin, le Théâtre de l'Athénée, Paris
- La Carmençita, basé sur George Bizet : l'Opéra national du Rhin, le Théâtre de l'Athénée, Paris
- L'Étoile d'Emmanuel Chabrier : l'Opéra national du Rhin
- Die Frau Ohne Schatten de Richard Strauss : l'Opéra Royal de la Monnaie, Bruxelles
- Lucia di Lammermoor de Gaetano Donizetti : Opéra de Francfort
- Julie de Philippe Boesmans : Théâtre d'Orléans, Théâtre de l'Athénée, Paris
- Die Trilogie der Frauen (Erwartung d'Arnold Schönberg, Le bal d'Oscar Strasnoy, Das Gehege par Wolfgang Rihm) : Hamburgische Staatsoper
- Requiem d'Oscar Strasnoy : théâtre Colón, Buenos Aires (prix ACMA de la meilleure production en Argentine, 2014)

#### Livrets d'opéra
- Le bal d'Oscar Strasnoy, d'après Irène Némirovsky : éditions Billaudot (première, Hamburgische Staatsoper, 2010)
- Requiem d'Oscar Strasnoy : éditions Billaudot (première au théâtre Colón, Argentine, 2014)
- Hamlet de Brett Dean : Boosey et Hawkes (première au Festival de Glyndebourne, 2017)

#### Traductions
- La tragédie de l'Athée de Cyril Tourneur (avec Charles Ginvert) : L'Avant-scène Théâtre, Paris
- Nightingale de Timberlake Wertenbaker : éditions l'Harmattan, Paris
- L'Architecte de David Greig : L'Avant-scène Théâtre, Paris
- Fernando Krapp m'a écrit cette lettre de Tankred Dorst

#### Enseignant
- École normale supérieure, rue d'Ulm (lecteur d'anglais : 1982-1983)
- Université de Toulouse - le Mirail (cours d'été en anglais : 1983, 1984)
- Université de Toronto, University College (professeur invité, théâtre : 1990)
- Université américaine de Paris (professeur invité, de rhétorique : 1994)

#### Prix et reconnaissance
- Bourse Rhodes, Université d'Oxford, 1980-1982
- Chevalier des Arts et des Lettres, Ministère français de la Culture, 2009
- Titre honorifique de Docteur en droit, Université Mount Allison, 2015